# Matka rodu
Matka rodu (serb. Roj) – jugosłowiański czarno-biały film historyczny z 1966 roku w reżyserii Mići Popovića.

## Fabuła
Podczas I Powstania Serbskiego w 1804 roku, w wyzwolonej spod tureckiej niewoli wiosce obywa się sąd nad wdową Stojanką, która zdradziła wojskom tureckim kryjówkę swego męża. Seria retrospekcji wyjaśnia motywy postępowania kobiety.

## Obsada[1]
- Mira Stupica – Stojanka
- Rade Marković – Kahriman
- Svetolik Nikačević – gospodarz Miloje
- Olivera Katarina – Ljubica
- Ljubica Ković
- Dušan Jakšić – pop
- Danilo Bata Stojković – Nikola
- Bekim Fehmiu – Halid Beg
- Stole Aranđelović
- Bora Todorović – młodzieniec
- Dušan Golumbovski – Stojan
- Rastislav Jović – uczeń
- Snežana Bećarević – Stojankina ćerka
- Dušan Vuisić – Mustafa

## Premiera
Film miał premierę w Jugosławii 5 maja 1966 roku. 
Polska premiera odbyła się w grudniu 1967 roku i był dystrybuowany z krótkometrażową animacją Laterna magica Mirosława Kijowicza.

## Nagrody
Mira Stupica zdobyła Złotą Arenę za najlepszą rolę kobiecą.

## Źródła
1. 1 2 3 4 5  Roj (1966). The Movie Database. [dostęp 2022-01-14]. (chorw.).
2. ↑  Roj. Filmovi.com. [dostęp 2022-01-14]. (chorw.).
3. 1 2  Idziemy do kina. „Film”. 47, s. 15, 1967-11-19. Warszawa: Wydawnictwa Artystyczne i Filmowe.
4. ↑  Roj (1966) | Release Info. Internet Movie Database. [dostęp 2022-01-14]. (ang.).
5. ↑  13.pulski filmski festival. pulafilmfestival.hr. [dostęp 2022-01-14]. [zarchiwizowane z tego adresu (2013-09-11)]. (chorw.).